# Колонна Нельсона
Колонна Нельсона (англ. Nelson's Column) — монумент, расположенный в центре Трафальгарской площади в Лондоне, Англия

## Возведение и дизайн
Колонна была построена в период с 1840 по 1843 год в память об адмирале Горацио Нельсоне, погибшем в Трафальгарском сражении в 1805 году. Статуя Нельсона высотой 5,5 м расположена на вершине 46-метровой гранитной колонны. Лицо изваяния обращено к югу, в сторону Адмиралтейства и Портсмута — места, где стоит корабль Королевского военно-морского флота Великобритании «HMS Victory», флагман легендарного флотоводца.
Верхушка коринфской колонны декорирована бронзовым орнаментом в форме листьев, отлитым из металла английских пушек. Квадратный пьедестал украшен четырьмя отлитыми из трофейных французских пушек бронзовыми панелями, на которых изображены четыре знаменитые победы Нельсона. Часть внутреннего основания сделана из 29 артиллерийских орудий, доставленных с «HMS Royal George» — корабля, однотипного с «HMS Victory». Монумент был спроектирован архитектором Уильямом Рэйлтоном в 1838 году и построен фирмой Peto & Grissell. Модель памятника в масштабе 1:22 из камня выставлена на обозрение в Национальном морском музее в Гринвиче, в Лондоне. Статую из песчаника на вершине создал Эдвард Ходжс Бейли, член Королевской академии художеств: небольшая бронзовая табличка с упоминанием имени автора расположена у её подножия. Четыре бронзовые панели созданы скульпторами: М. Ватсоном, Д. Тернаусом, У. Вуддингтоном, Д. Э. Кэрью. В целом монумент обошёлся в £47 500, что в современном исчислении составляет £3,5 млн (около 6 млн долларов). Четыре льва у основания колонны, созданные Эдвином Ландсиром, были добавлены значительно позже — в 1867 году.

## XX век
Существует популярная байка, что в 1925 году шотландский мошенник Артур Фергюсон умудрился продать колонну наивным американцам.
Колонна также имела символическую значимость для Адольфа Гитлера. При успешном вторжении в Великобританию Гитлер планировал перевезти колонну в Берлин.

## Восхождения
Джон Нукс, ведущий детской программы на телеканале BBC, залез на колонну в 1970 году. Телеведущий Гэри Вилмот совершил такое «восхождение» в 1989 году.

## Реставрация

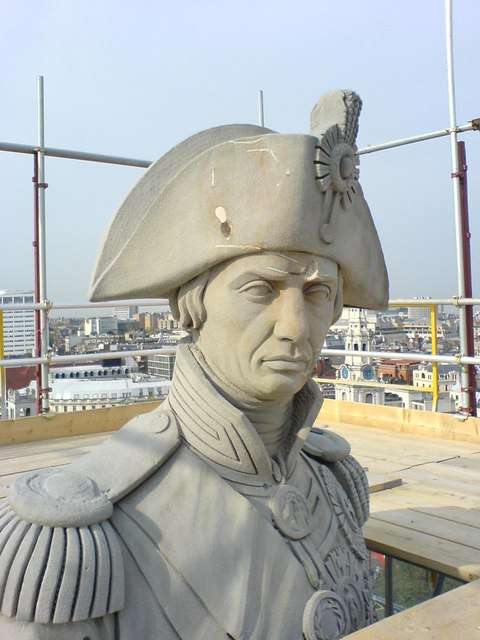
Колонна во время реставрации

Колонна была отреставрирована в 2006 году. Работы выполнила компания David Ball Restoration Ltd. of South London. Сумму в £420 тысяч выделила компания Zurich Financial Services AG.
Проведённое перед реставрацией лазерное обследование показало, что высота сооружения составляет не 56 метров, как считалось ранее, а 51,5 метра (отсчёт от первой ступеньки до шляпы на статуе адмирала).